# Albrecht II. von Hohenlohe

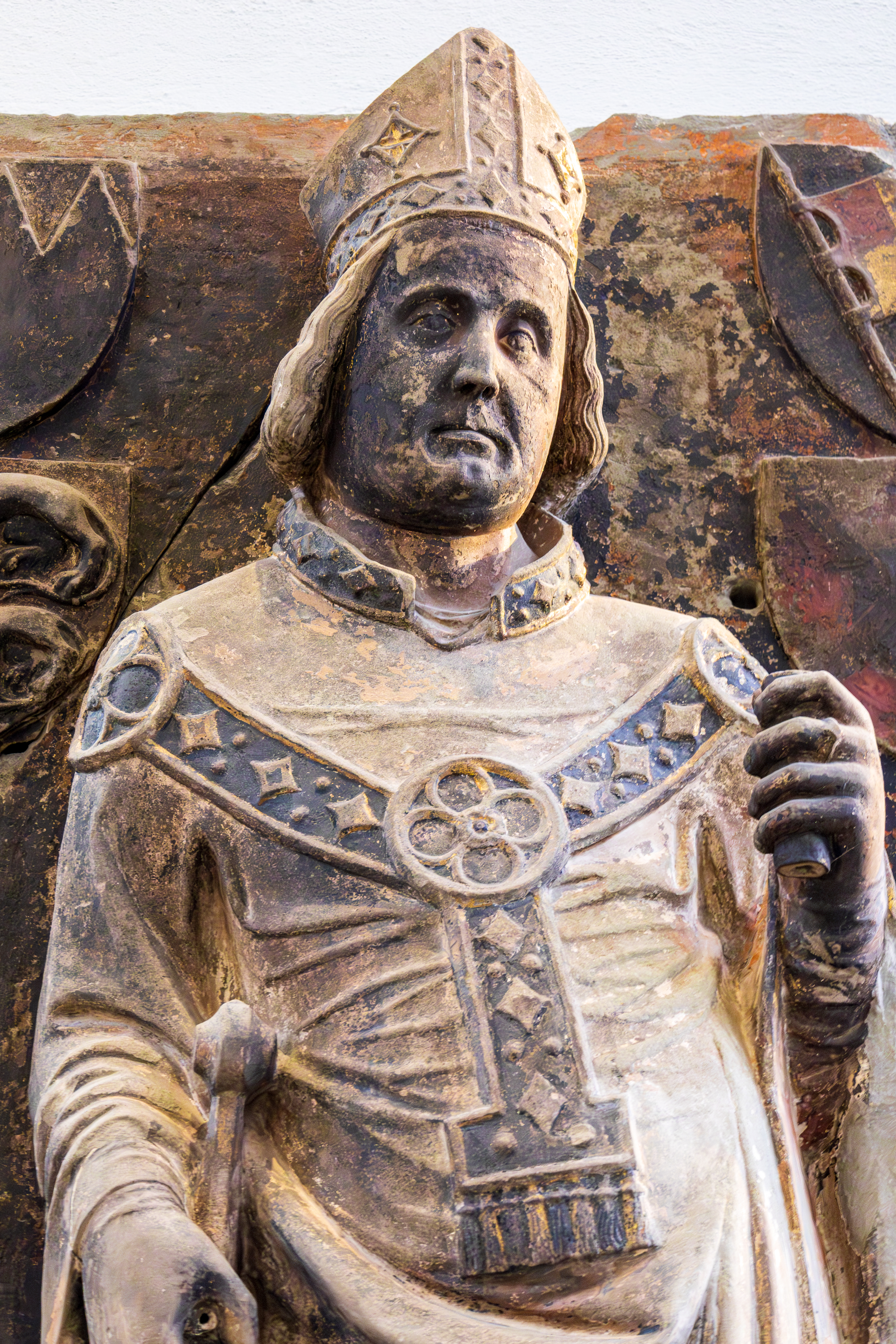
Darstellung des Fürstbischofs Albrecht II. auf seiner Grabplatte im Würzburger Dom.

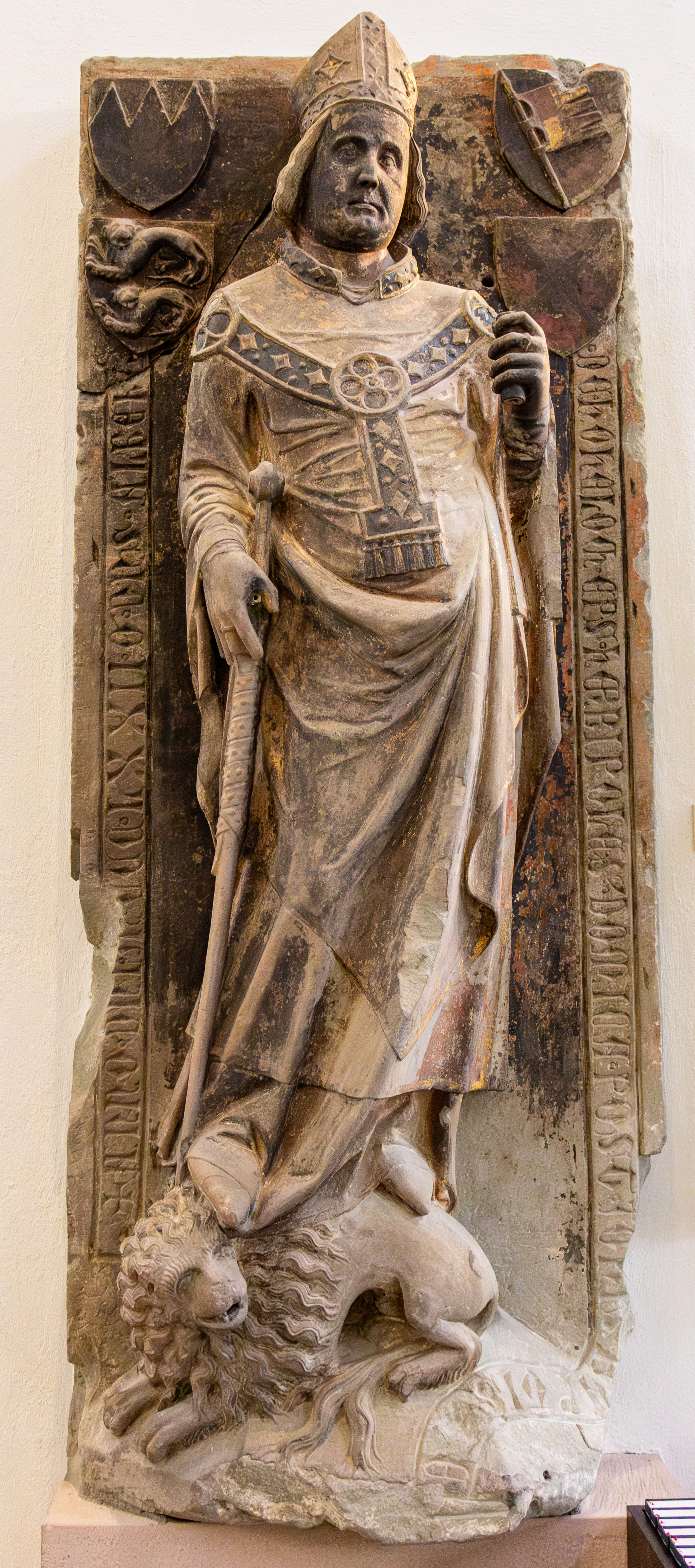
Vollständige Grabplatte aus dem 14. Jahrhundert.

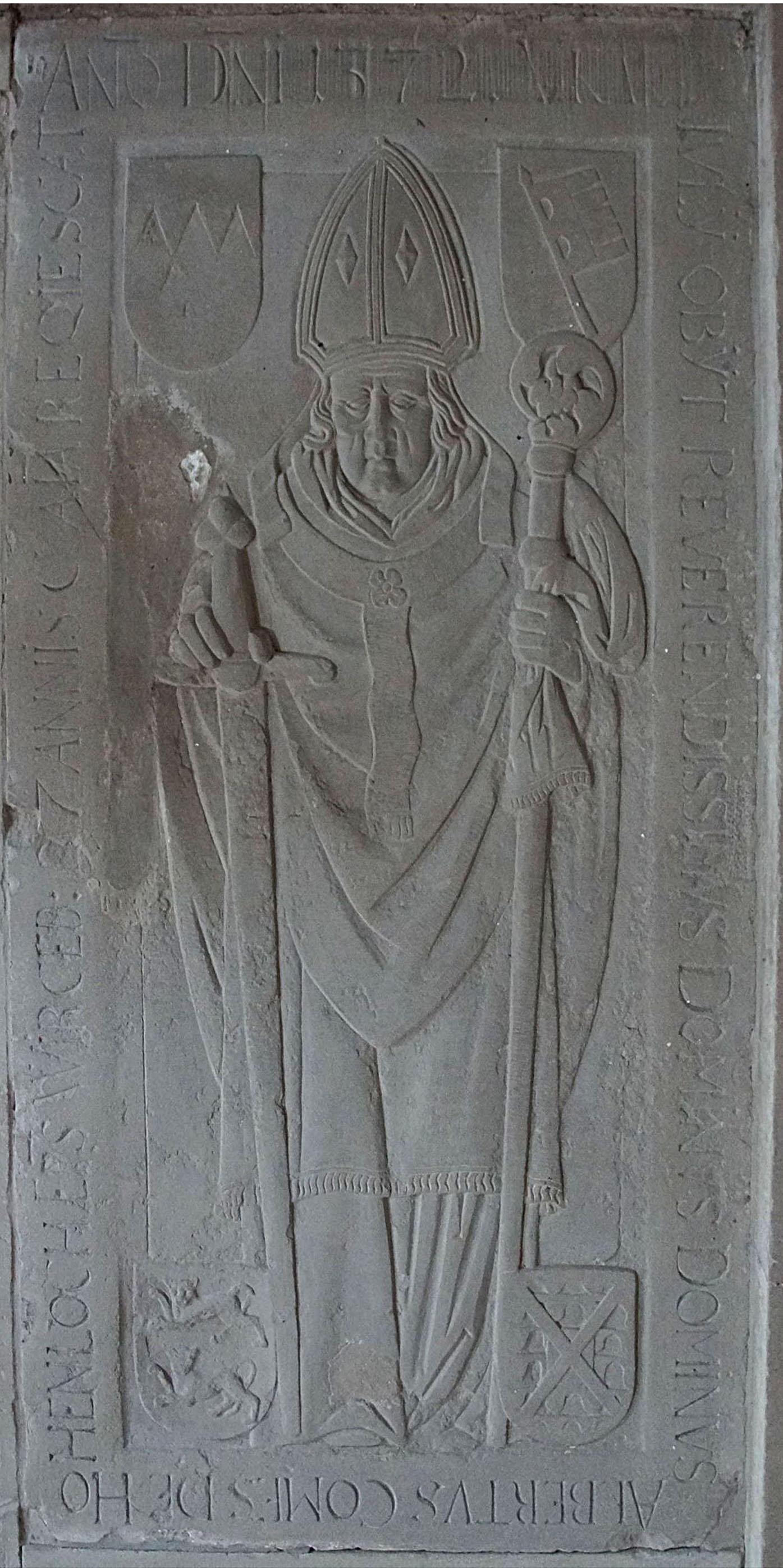
Seine Grabplatte in der Marienkirche auf der Festung Marienberg.

Albrecht II. von Hohenlohe († 27. Juni 1372 in Würzburg) war von 1345 bis zu seinem Tode Fürstbischof von Würzburg.

## Albrecht II. im Familienkontext
Albrecht II. stammte aus dem schwäbisch-fränkischen hochadeligen und weitverzweigten Geschlecht derer von Hohenlohe (siehe auch Liste hochadeliger Familien in Franken). Seine Eltern waren Albrecht von Hohenlohe, Herr auf Uffenheim, und Adelheid von Berg-Schelklingen. Nach der genealogischen Zählung innerhalb der Familie ist der Vater Albrecht II. († 1312), die Zählung beim Sohn als Albrecht II. bezieht sich auf den zweiten Würzburger Bischof namens Albrecht. Die Familie stellte mit seinem Bruder Friedrich von Hohenlohe fast zeitgleich den Fürstbischof von Bamberg (1344–1352) und sein Onkel Gottfried III. von Hohenlohe war einer der Vorgänger von Albrecht II. auf dem Würzburger Bischofsstuhl mit der Amtszeit von 1314 bis 1322. Das Stammwappen derer von Hohenlohe zeigt in Silber zwei übereinanderstehende, rechtsschreitende schwarze Leoparden mit niedergeschlagenen Schweifen.

## Albrecht II. als Bischof
Albrecht II. wurde 1345 vom Domkapitel einstimmig als Bischof gewählt und vom Mainzer Metropoliten, vertreten durch den suspendierten Bischof Heinrich III. von Virneburg, bestätigt. Dennoch versuchte Papst Clemens VI., Albrecht I. von Hohenberg als Nachfolger Ottos zu bestimmen. Albrecht I. schickte Bevollmächtigte nach Würzburg, die die Geschäfte übernehmen sollten, was aber nicht gelang. Entgegen der Darstellung von Lorenz Fries scheint Albrecht I. selbst das Bistum nie betreten zu haben. 1349 wurde Albrecht I. Bischof von Freising, womit auch der Streit um den Posten in Würzburg sein Ende fand.
Trotz eines immer umfassenderen fränkischen Landfriedens, der auch in der Zeit Albrechts II. erneuert wurde, waren sich Albrecht und sein Bruder Gottfried als Bischof von Bamberg mit dem Burggrafen von Nürnberg Johann II. einig, den dazwischenliegenden, zu einem beachtlichen Territorium angewachsenen Besitz derer von Schlüsselberg, heute Teil der Fränkischen Schweiz, zu zerschlagen. Bereits unter Otto II. von Wolfskeel hatte sich dieser Konflikt schon einmal angebahnt. Letztlich wurde der Letzte und Mächtigste seines Geschlechtes, Konrad II. von Schlüsselberg, auf seiner Burg Neideck belagert und starb 1347 durch den Beschuss einer Blide. Ein beträchtlicher Teil des Schlüsselberger Besitzes ging dann in den gemeinsamen Besitz des Würzburger und Bamberger Hochstiftes über, darunter nach der Aufteilung vom 12. Mai 1349 die Burgen (Nieder-)Senftenberg, Thüngfeld, Ebermannstadt, Schlüsselfeld, Neideck, Waischenfeld, Streitberg und Greifenstein.
Mit der Ausbreitung der Pest in Europa im Jahre 1347 entstand auf der Suche nach Ursachen der Mythos von Brunnenvergiftungen durch Juden. In Würzburg kam es 1349 zu Verfolgungen, und der Bischof soll die Juden von Meiningen zum Feuertod verurteilt haben. An der Stelle der Synagoge wurde später die Marienkapelle errichtet. Die Pest brach 1350, 1356 und 1363 erneut im Würzburger Raum aus; unter diesem Eindruck entstand der Würzburger Totentanz.
Albrecht II. erwarb 1354 die Burggrafschaft Würzburg von den Grafen von Henneberg.
Das Verhältnis zum Papst Innozenz VI. wurde durch die Ermordung von Johannes Guilaberti stark belastet. Der französische Kleriker Guilaberti sollte die Nachfolge über die Pfründe des 1354 verstorbenen Domherrn Wolfram Schenk von Roßberg antreten, jedoch wurden seine Bevollmächtigten am 28. März 1357 im Main ertränkt. Zu den Verdächtigten zählten Bischof, Dompropst, Domdekan und die Inhaber der Pfründe. Diese wurden zu einem Prozess vorgeladen, erschienen aber nicht. Daraufhin wurde der Bischof von Rouen, Peter Kardinal Foresta (auch Pierre IV. de la Forêt), zur Untersuchung nach Würzburg entsandt. Er wurde dort allerdings misshandelt. Der Konflikt endete damit, dass Guilaberti die Pfründe in Besitz nahm. In der Zeit von August 1366 bis Dezember 1367 wurden Bischof und Kapitel vom Papst wegen anderer Differenzen exkommuniziert und suspendiert.
Das Bistum galt 1366 als erheblich verschuldet, auch die zahlreichen Verpfändungen unter Albrecht II. schufen keine merkliche Milderung.
Albrecht II. wurde im Würzburger Dom bestattet.